# 멘디 로페스
멘디 로페스 오드(Mendy Lopez Aude, 1973년 10월 15일 ~ )은 메이저 리그 베이스볼과 KBO 리그 삼성 라이온즈의 전직 선수이다.

## KBO리그 시절
2004년 정규 시즌 도중 오리어리가 퇴출당하고 대체 용병으로 영입된 선수이다. 하지만 무릎부상 탓인지  1할 6푼의 타율을 기록하고 3개의 홈런 밖에 못 치는 등 부진하였으며  플레이오프에서 0.462 2홈런 6타점으로 활약을 보여줘 MVP가 됐지만 한국시리즈에서 1차전 홈런, 6차전 끝내기 밀어내기 포볼, 7차전 멀티히트를 제외하면 다시 부진하여 재계약에는 실패했다.
1. ↑  명민준 (2017년 2월 6일). “새로 뽑을 외국인 타자, 나바로처럼 될까 가코처럼 될까”. 영남일보. 2025년 5월 13일에 확인함.